# Lotta Kjellberg
Eva-Lotta Ulrika Kjellberg, född 24 februari 1966 i Vasa, är en finländsk konstnär. 
Kjellberg studerade 1987–1989 vid Nordiska konstskolan i Karleby och 1989–1994 vid Bildkonstakademin (magisterexamen 1997). Hon är känd för sina stora målningar, vanligen i olja på masonit, som ger intryck av halvabstrakta landskap eller uppförstoringar av detaljer i landskap. Samma teknik har hon även tillämpat i sina målningar av människokroppen, bland annat i utställningen Kroppens interiörer 2002. I dem har hon som utgångspunkt tagit kroppens upplevelser och funktioner, inte bara det som förmedlas genom sinnenas "yttre" estetik. Vid sidan av sitt måleri har Kjellberg utfört kolteckningar på rispapper av stort format. Kjellberg har undervisat vid Bildkonstakademin 1997–1998 och vid Fria konstskolan 1998–1999. 